# Acer tataricum subsp. ginnala
Acer ginnala o Acer tataricum subsp. ginnala, el arce de Manchuria, arce del Amur, Amur o arce ruso, es una subespecie de Acer tataricum perteneciente a la familia de las sapindáceas.

## Hábitat
Es nativa del noreste de Asia, desde el extremo este de Mongolia, este de Corea y de Japón, y norte a sudeste de Siberia en el valle del río Amur.

## Descripción
Es un arbusto o pequeño árbol caduco de 3-10 m de altura, con un tronco corto de 2-4 dm de diámetro y ramas delgadas. La corteza es delgada, gris parda, suave al principio y se va escamando hacia adulta. Hojas opuestas y simples, de 4-10 cm de largo y de 3-6 de ancho, profundamente palmada lobuladas con 3-5 lóbulos, de los cuales dos pequeños basales (a veces ausentes) y tres apicales más grandes; son gruesos e irregularmente dentados, y la superficie de la hoja superior brillante. Las hojas se tornan de un anaranjado brillante a rojo en otoño, y están en pecíolos delgados, frecuentemente rosados, de 3-5 cm largo. Las flores son amarillas verdosas, de 5-8 mm de diámetro, en panículas abiertas en primavera cuando las hojas abren. El fruto es una sámara par rojiza, de 8-10 mm de largo con ala de 1,5-2 cm, madurando tarde en verano a temprano en otoño.
Está estrechamente emparentada con Acer tataricum, y se la trata como una subespecie de (A. tataricum subsp. ginnala) por algunos botánicos. Difieren conspicuamente en las hojas brillantes, profundamente lobuladas de A. ginnala, comparadas con las poco lobuladas, mates, de A. tataricum.

## Cultivo y usos
Acer ginnala crece como planta ornamental en regiones norteñas de Europa y de América, donde es la más tolerante al frío de los arces, zona de rusticidad: zona 2. Está naturalizada en partes de Norteamérica.
Es valorada en Japón y demás, como una especie útil para bonsái.

## Taxonomía
Acer tataricum subsp. ginnala fue descrita por (Maxim.) Wesm. y publicado en Bulletin de la Société Botanique de Belgique 29: 31, en el año 1890.
Sinonimia
- Acer acinatum auct.
- Acer ginnala Maxim. basónimo
- Acer ginnala var. aidzuense Franch.
- Acer ginnala f. aidzuense (Franch.) Schwer.
- Acer tataricum var. ginnala (Maxim.) Maxim.
- Acer tataricum var. laciniatum Regel
- Acer theiferum W.P.Fang[2]